# ویکتور وسترهولم
ویکتور اکسل وسترهولم (۴ ژانویه ۱۸۶۰ تورکو – ۱۹ نوامبر ۱۹۱۹ تورکو) نقاش منظره فنلاندی بود که به‌ویژه برای تأسیس مجمع هنرمندان اونینگبو شهرت داشت.

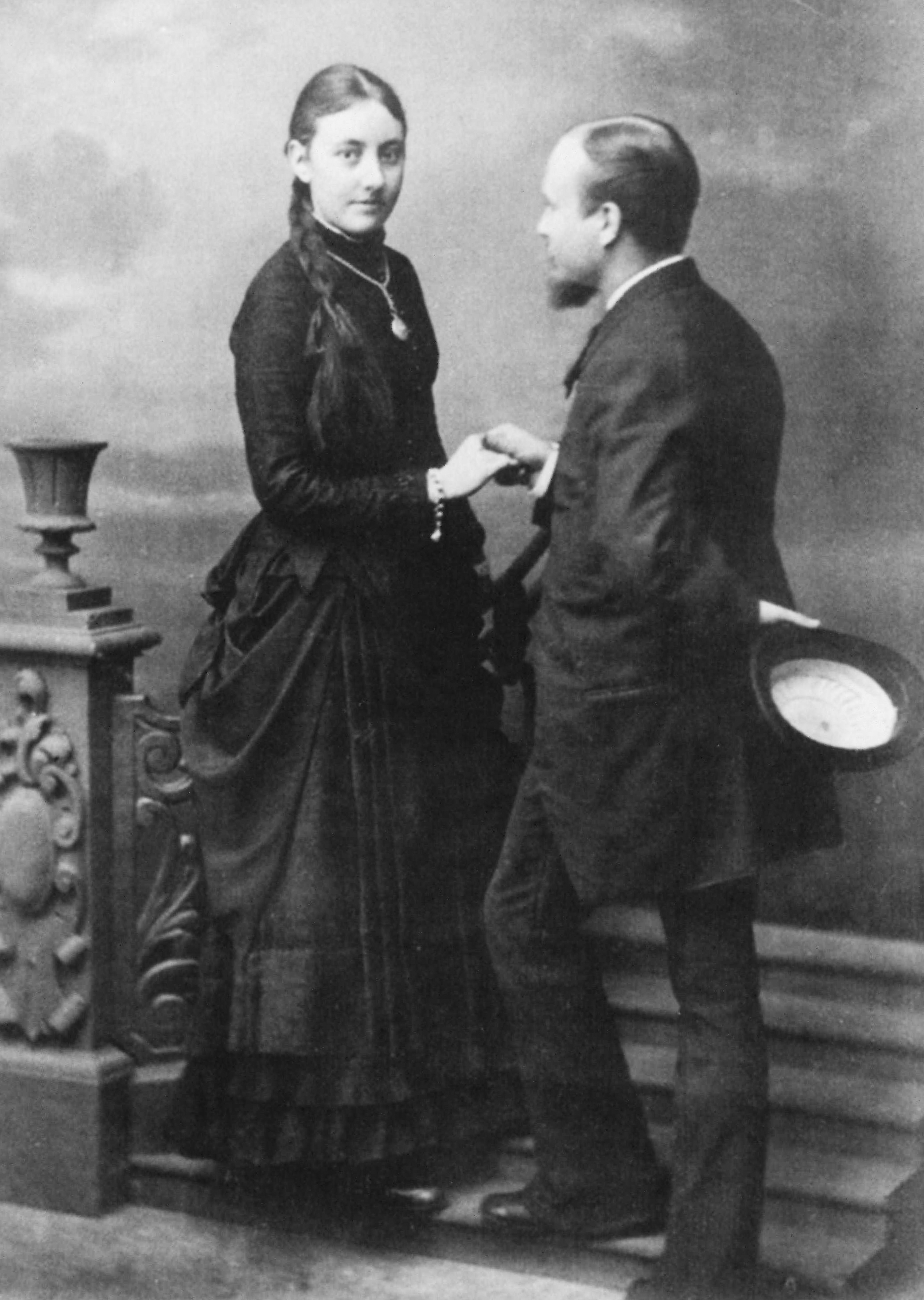
با همسرش هلما در سال ۱۸۸۴

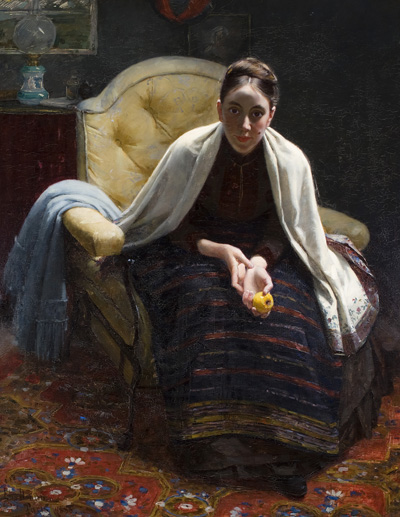
پرتره همسرش هیلما توسط الین دانیلسون-گامبوگی، ۱۸۸۸

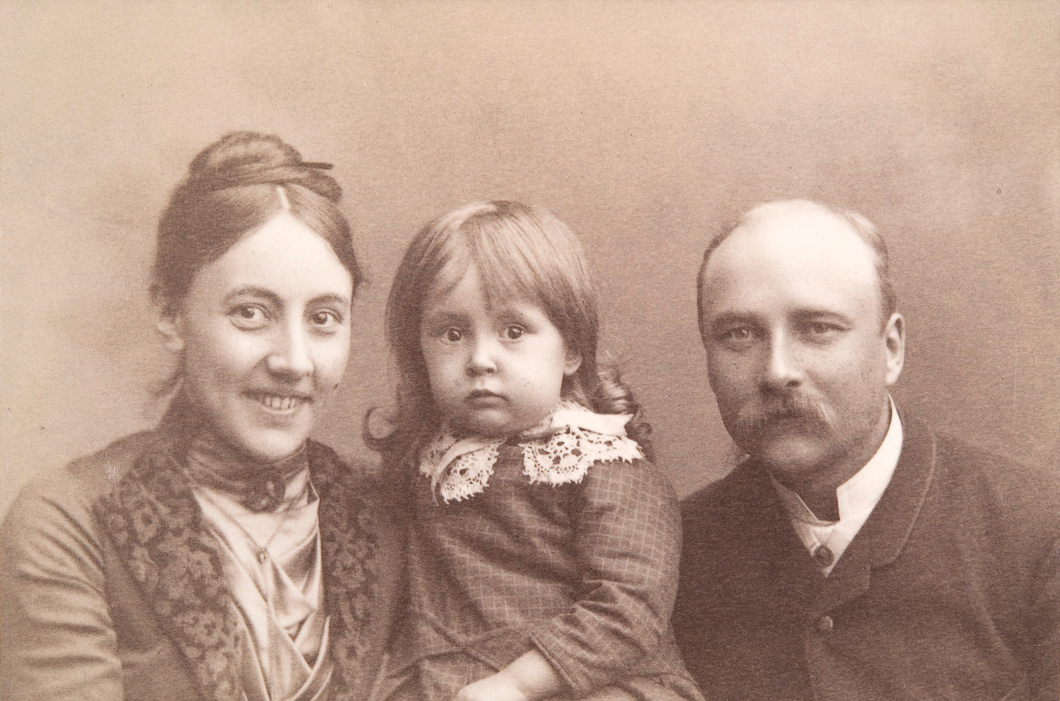
با دخترشان گرتا در سال ۱۸۸۹

## نگارخانه
- ۱۸۸۲
- ۱۸۸۳
- ۱۸۸۳
- ۱۸۸۵
- 1885
- ۱۸۸۶
- ۱۸۹۵
- ۱۹۰۰
- ۱۹۰۱
- ۱۹۰۲
- ۱۹۰۳
- ۱۹۰۰
- ۱۹۱۷
- ۱۹۱۹